# O Rosal

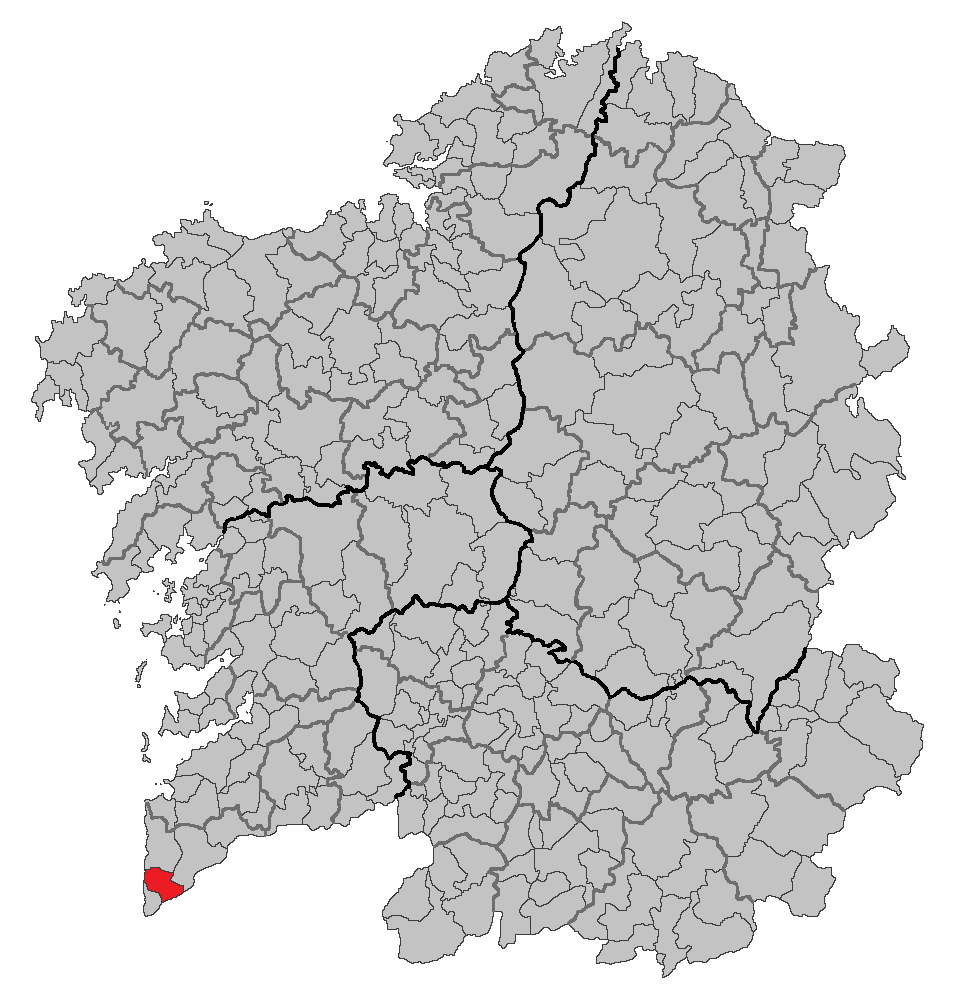
O Rosal, Pontevedra, Galizia

O Rosal è un comune spagnolo di 5 923 abitanti situato nella provincia di Pontevedra nella comunità autonoma della Galizia.